# Aeropuerto de Jersey

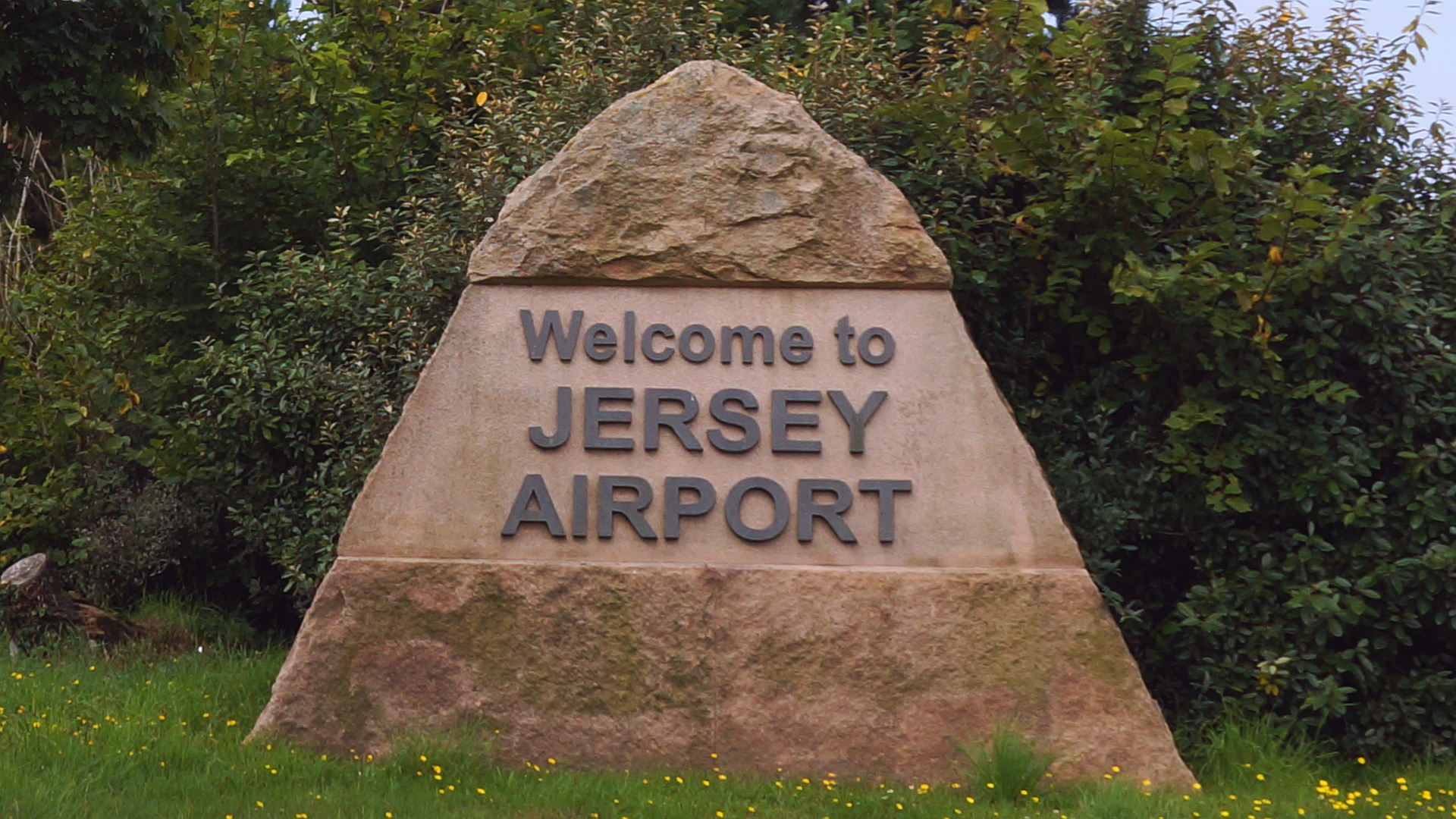
Bienvenido al Aeropuerto de Jersey.

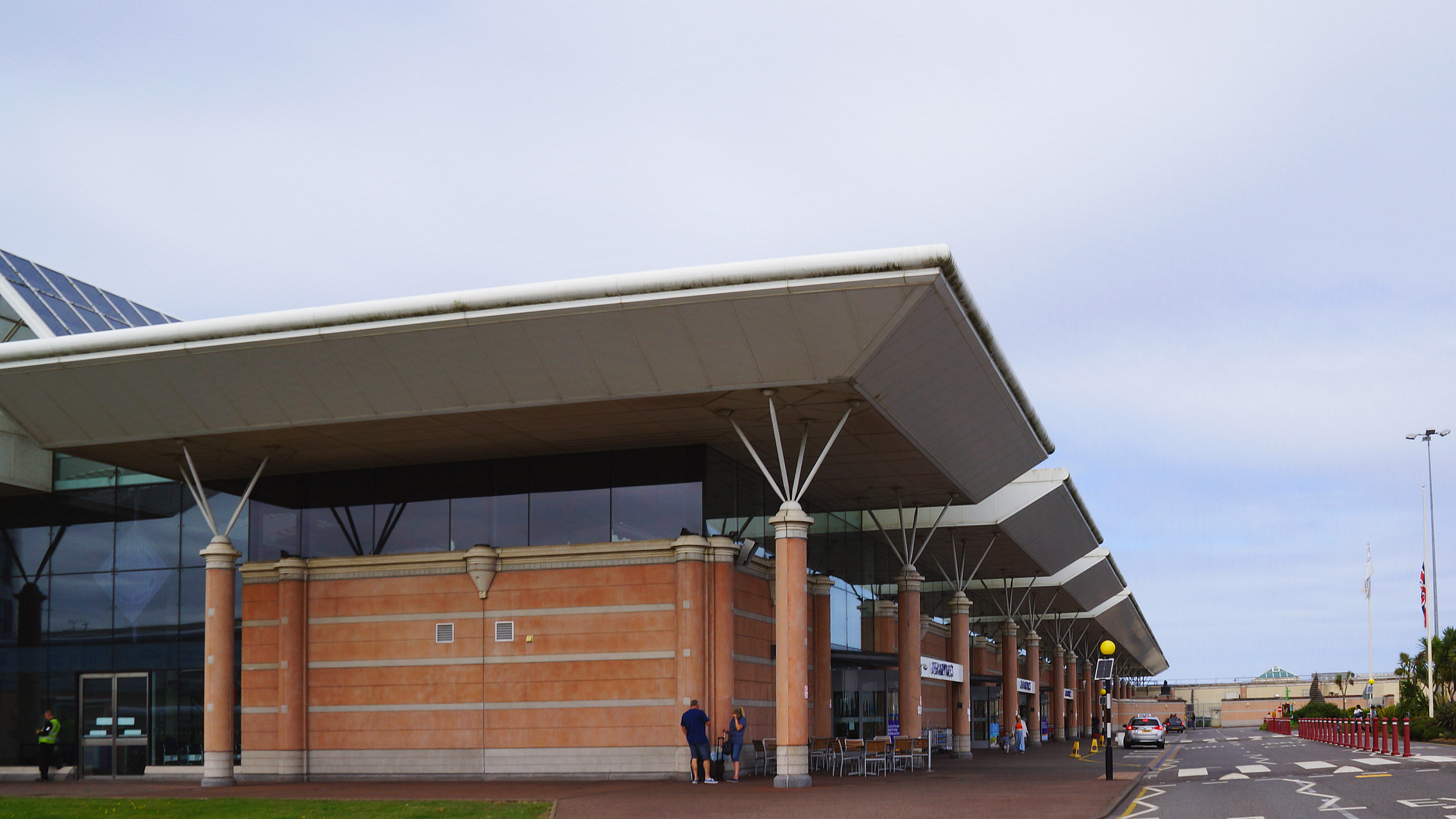
Terminal en el Aeropuerto de Jersey.

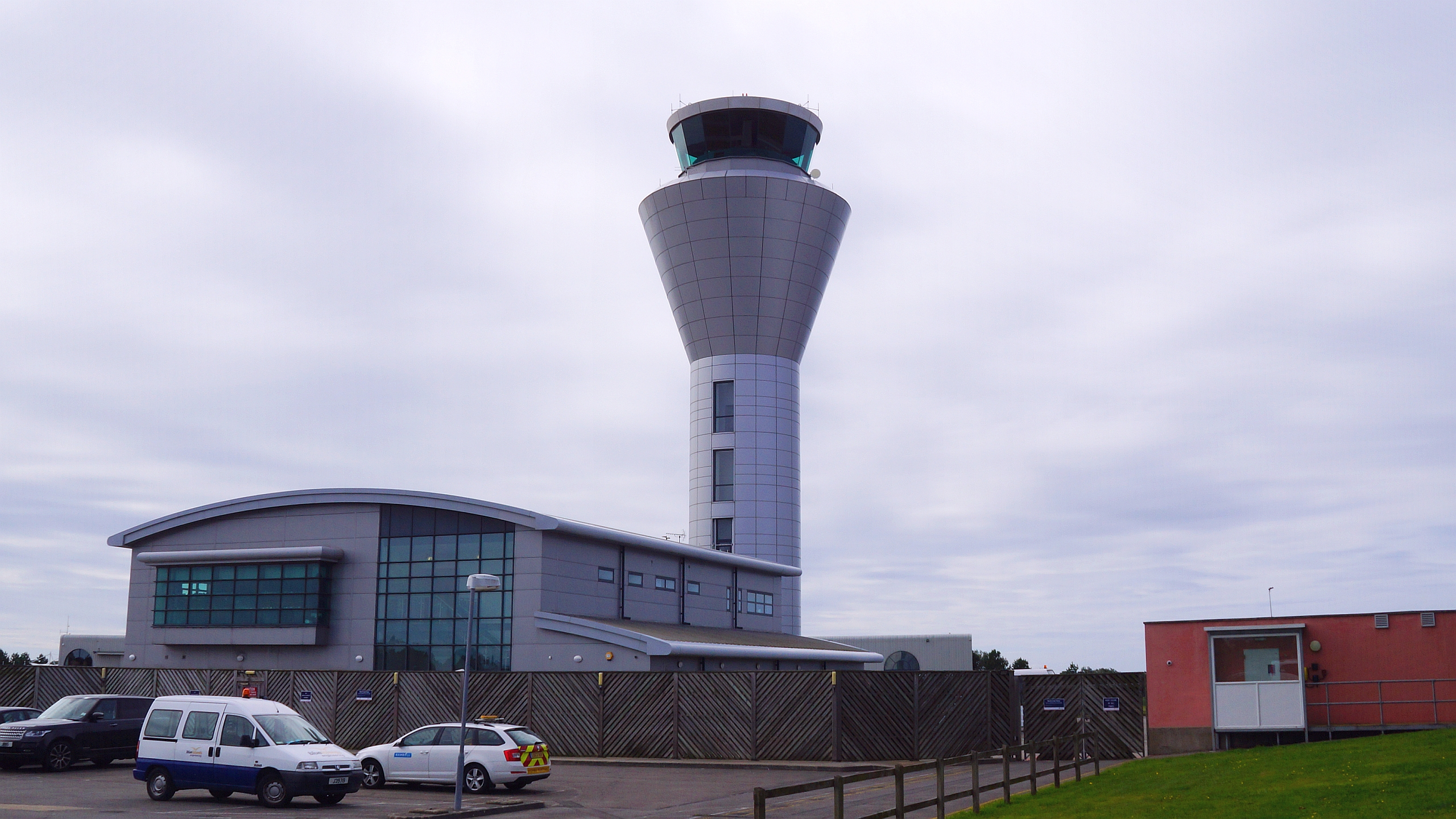
La Torre del Aeropuerto de Jersey.

El Aeropuerto de Jersey (IATA: JER, OACI: EGJJ) es el principal aeropuerto civil de la Isla de Jersey. Se sitúa en la parroquia de Saint Peter, a 8 kilómetros de Saint Helier. El aeropuerto tiene vuelos regulares al Reino Unido, Irlanda y las Islas del Canal.

## Aerolíneas y destinos
| Aerolíneas                                        | Destinos |
| ------------------------------------------------- | --- |
| Aer Lingus                                        | Estacional: Belfast–City, Dublín |
| Blue Islands                                      | Birmingham, Bristol, East Midlands, Exeter, Guernsey, Southampton Estacional: Dublín, Ibiza, Norwich, Rennes                         |
| British Airways                                   | London–Heathrow Estacional: London–City Chárter Estacional: Palma de Mallorca                                                        |
| Eastern Airways                                   | Estacional: Humberside, Teesside |
| EasyJet                                           | Glasgow-Internacional, Liverpool, Londres-Gatwick, Londres-Luton, Mánchester Estacional: Ámsterdam, Belfast–International, Edimburgo |
| Eurowings                                         | Estacional: Düsseldorf |
| Finist'air                                        | Estacional: Brest |
| Jet2.com                                          | Estacional: East Midlands, Leeds/Bradford, London–Stansted, Newcastle upon Tyne                                                      |
| Lufthansa Regional operado por Lufthansa CityLine | Estacional: Múnich |

## Estadísticas
Ver fuente y consulta Wikidata.